# 1986年亞洲冬季運動會
第一届亞洲冬季運動會於1986年3月1日至8日在日本札幌举行。此次比赛共设35个比赛小项，共有来自7个国家和地区的293名运动员参加。

## 奖牌榜
| 排名 | 国家／地区  | 金牌 | 银牌 | 铜牌 | 總數 |
| ---- | ----------- | ---- | ---- | ---- | ---- |
| 1    | 日本（JPN） | 29   | 23   | 6    | 58   |
| 2    | 中国（CHN） | 4    | 5    | 12   | 21   |
| 3    | 韩国（KOR） | 1    | 5    | 12   | 18   |
| 4    | 朝鲜（PRK） | 1    | 2    | 5    | 8    |
| 總計 | 總計        | 35   | 35   | 35   | 105  |

## 参賽国家及地区
- 中国（63）
- 香港（4）
- 印度（14）
- 日本（92）
- 蒙古（4）
- 朝鲜（51）
- 韩国（65）